# Yegorlykskaya
Yegorlýkskaya (del ruso: Егорлы́кская) es una stanitsa del óblast de Rostov, en el sur de Rusia, centro administrativo del raión homónimo. Está situada en las llanuras del Don-Yegorlyk, 104 km al sureste de Rostov, en el nacimiento del río Yegorlykchok, afluente derecho del río Kugo-Yeya, que lo es a su vez del Yeya. El río, que forma varios estanques, divide la localidad en dos partes, la mayor en la orilla derecha. Tenía 17.660 habitantes en 2010, lo que hace de ella la mayor stanitsa del óblast.
Es centro del municipio Yegorlýkskoye, al que pertenecen Balabánov, Zerkalni, Izobilni, Kozlova Balka, Progrés, Repiajovka, Riasnoi, Taganrogski y Yutin.

## Historia

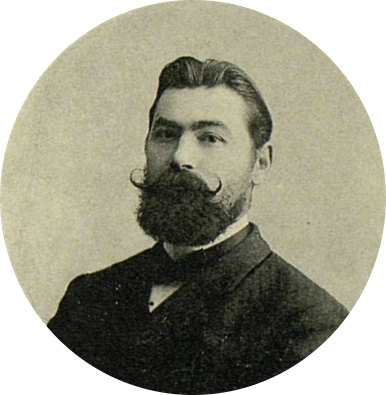
Iván Kadatsov, atamán de la localidad y miembro de la Duma Imperial de Rusia.

A finales del siglo XVIII, el Imperio ruso se acercó diplomáticamente a Georgia y Armenia, zonas que estaban cerca de ser sometidas a vasallaje por los persas. En 1783, el Imperio ruso firmó el Tratado de Gueórguiyevsk con el reino de Kartli-Kajetia, por el que se establecía un protectorado. En 1801 se proclamó la anexión del país al imperio, lo que generó revueltas locales a lo largo de la década.
La necesidad de abastecer a las tropas establecidas en Georgia en la carretera desde Bataisk, hizo que, a instancias de Matvéi Plátov —atamán de la Hueste de Cosacos del Don—, el gobierno zarista decidiera la fundación de cuatro stanitsas de cosacos del Don a lo largo de la carretera hacia el Cáucaso, Elodéiskaya, Kagalnítskaya, Mechótinskaya y Yegorlýkskaya. A ellas se trasladaron familias del territorio del óblast del Ejército del Don que carecían de tierras, y campesinos de las gubernias de Chernígov y Yekaterinoslav.
En 1811 se construyó una iglesia de madera sin campanario que sería reemplazada en 1827 por una iglesia con cimientos de piedra y campanario. La primera escuela, la parroquial, se estableció en 1865. La mayoría de la población se dedicaba a la agricultura del cereal y a la ganadería. La tierra cultivable alcanzaba las 50178 desiatinas. Según el censo de 1897, en la stanitsa había 1315 hogares. En 1888 se abrió el puesto de telégrafo en la oficina de correos. 
En 1911 se iniciaba la construcción de la línea de ferrocarril Rostov-Salsk, que en los primeros planos hubiera pasado 20 km al norte de la localidad. Iván Kadatskov, miembro de la Duma del Estado y atamán de la localidad, decidió intercedir ante el Gobierno para que la línea pasara por la stanitsa. Tras una visita a San Petersburgo, la petición fue atendida y en 1915 se construyó la estación, que sería denominada Atamán en homenaje a Kadatskov.

### Tras la revolución

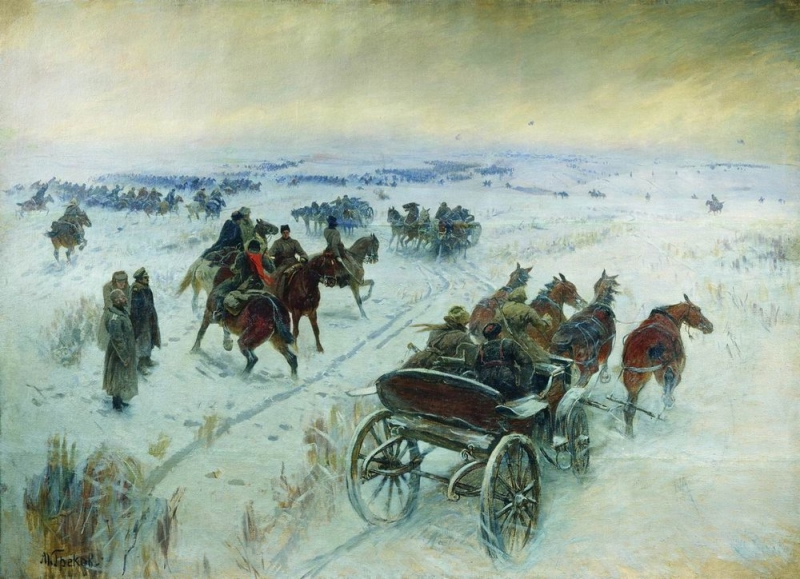
Mitrofán Grékov, Batalla en Yegorlýkskaya, 1928-1929.

Los años entre 1920 y 1924 fueron de malas cosechas, la guerra civil ha afectado muy negativamente a la economía del pueblo. En la stanitsa se dio uno de los combates entre blancos y bolcheviques originados por las operaciones de las tropas de Kornílov en la Primera Campaña del Kubán. En 1924 se organizó una Sociedad Agrícola de Crédito, a la que en 1926 ya se habían asociado 430 personas. En 1925 ya estaban en funcionamiento dos escuelas primarias, una sala de lectura, un club y una biblioteca.
En diciembre de 1929 se formó un gran koljós bautizado con el nombre "12 años desde Octubre" (12 лет октября), al que se asociaron 1679 propiedades y 6940 habitantes y en el que se crearon varias Estaciones de Tractores y Maquinaria (MTS). El enorme sovjós Gigant fue disuelto a principios de la década de 1930 creándose como resultado el sovjós Yegorlykski, que sería aún dividido en tres en 1934 dando lugar a los sovjoses Yegorlykski, Rogovski y Lunacharski. Desde 1935 se comenzó a editar en Yegorlýkskaya la revista Léninski put y desde 1963 Zariá. 
Durante la Gran Guerra Patria, desde finales de julio de 1942 la localidad fue ocupada por las tropas de la Wehrmacht de la Alemania nazi, hasta que los tanquistas soviéticos consiguieron liberarla el 25 de enero de 1943. Cerca de la Casa de cultura del raión se halla el monumento a los caídos en la liberación de la stanitsa.

## Demografía
| 1897  | 1915  | 1959  | 1970   | 1979   | 1989   | 2002   | 2008   | 2010   |
| ----- | ----- | ----- | ------ | ------ | ------ | ------ | ------ | ------ |
| 5 154 | 8 989 | 9 568 | 12 068 | 13 660 | 15 805 | 18 005 | 19 203 | 17 660 |

## Transporte
La localidad se halla situada en la carretera R269 Rostov del Don - Stávropol, a 110 km por la carretera de Rostov del Don, siendo la ciudad más cercana Zernograd, a 46 km. Cuenta con la estación de ferrocarril Atamán (construida en 1915, de pasajeros y de carga), sobre la línea Bataisk-Salsk del sistema de Ferrocarril del Cáucaso Norte. A tres kilómetros al oeste de la localidad se halla el aeródromo militar de Yegorlýkskaya, no operativo desde 2010.

## Clima
| Parámetros climáticos promedio de Yegorlykskaya | Parámetros climáticos promedio de Yegorlykskaya | Parámetros climáticos promedio de Yegorlykskaya | Parámetros climáticos promedio de Yegorlykskaya | Parámetros climáticos promedio de Yegorlykskaya | Parámetros climáticos promedio de Yegorlykskaya | Parámetros climáticos promedio de Yegorlykskaya | Parámetros climáticos promedio de Yegorlykskaya | Parámetros climáticos promedio de Yegorlykskaya | Parámetros climáticos promedio de Yegorlykskaya | Parámetros climáticos promedio de Yegorlykskaya | Parámetros climáticos promedio de Yegorlykskaya | Parámetros climáticos promedio de Yegorlykskaya | Parámetros climáticos promedio de Yegorlykskaya |
| Mes                                             | Ene.                                            | Feb.                                            | Mar.                                            | Abr.                                            | May.                                            | Jun.                                            | Jul.                                            | Ago.                                            | Sep.                                            | Oct.                                            | Nov.                                            | Dic.                                            | Anual                                           |
| ----------------------------------------------- | ----------------------------------------------- | ----------------------------------------------- | ----------------------------------------------- | ----------------------------------------------- | ----------------------------------------------- | ----------------------------------------------- | ----------------------------------------------- | ----------------------------------------------- | ----------------------------------------------- | ----------------------------------------------- | ----------------------------------------------- | ----------------------------------------------- | ----------------------------------------------- |
| Temp. máx. media (°C)                           | -0.7                                            | 0.2                                             | 5.9                                             | 16.8                                            | 23.2                                            | 26.9                                            | 29.7                                            | 28.9                                            | 23.3                                            | 15.0                                            | 7.3                                             | 2.3                                             | 14.9                                            |
| Temp. mín. media (°C)                           | -7                                              | -6.5                                            | -2.1                                            | 5.7                                             | 11.2                                            | 15                                              | 17.3                                            | 16.5                                            | 11.5                                            | 5.6                                             | 1.0                                             | -3.1                                            | 5.4                                             |
| Precipitación total (mm)                        | 43                                              | 36                                              | 35                                              | 46                                              | 56                                              | 59                                              | 56                                              | 47                                              | 38                                              | 35                                              | 47                                              | 62                                              | 557                                             |
| Fuente: 1 de septiembre de 2016                 |                                                 |                                                 |                                                 |                                                 |                                                 |                                                 |                                                 |                                                 |                                                 |                                                 |                                                 |                                                 |                                                 |

## Personalidades
- Fiódor Tókarev (1871-1968), diseñador de armas y diputado soviético, Héroe del Trabajo Socialista.